# Doricha
Doricha là một chi chim trong họ Chim ruồi.

## Các loài
Chi này gồm các loài sau:
| Image | Name            | Common name | Distribution                                  |
| ----- | --------------- | ----------- | --------------------------------------------- |
|       | Doricha eliza   |             | Mexico                                        |
|       | Doricha enicura |             | El Salvador, Guatemala, Honduras, and Mexico. |